# Valentín Morkovkin
Valentín Morkovkin (rus: Валентин Иванович Морковкин)  (Nijni Nóvgorod, 20 de setembre de 1933 - valor desconegut, 1999) fou un remer rus que va competir sota bandera soviètica durant les dècades de 1950 i 1960.
El 1960 va prendre part en els Jocs Olímpics d'Estiu de Roma, on guanyà la medalla de bronze en la prova del quatre sense timoner del programa de rem. Formà equip amb Ígor Akhremtxik, Iuri Batxurov i Anatoly Tarabrin.
En el seu palmarès també destaca una medalla de plata al Campionat d'Europa de rem de 1961, així com els campionats nacionals del quatre sense timoner de 1960, 1961 i 1962